# セラミックプレート

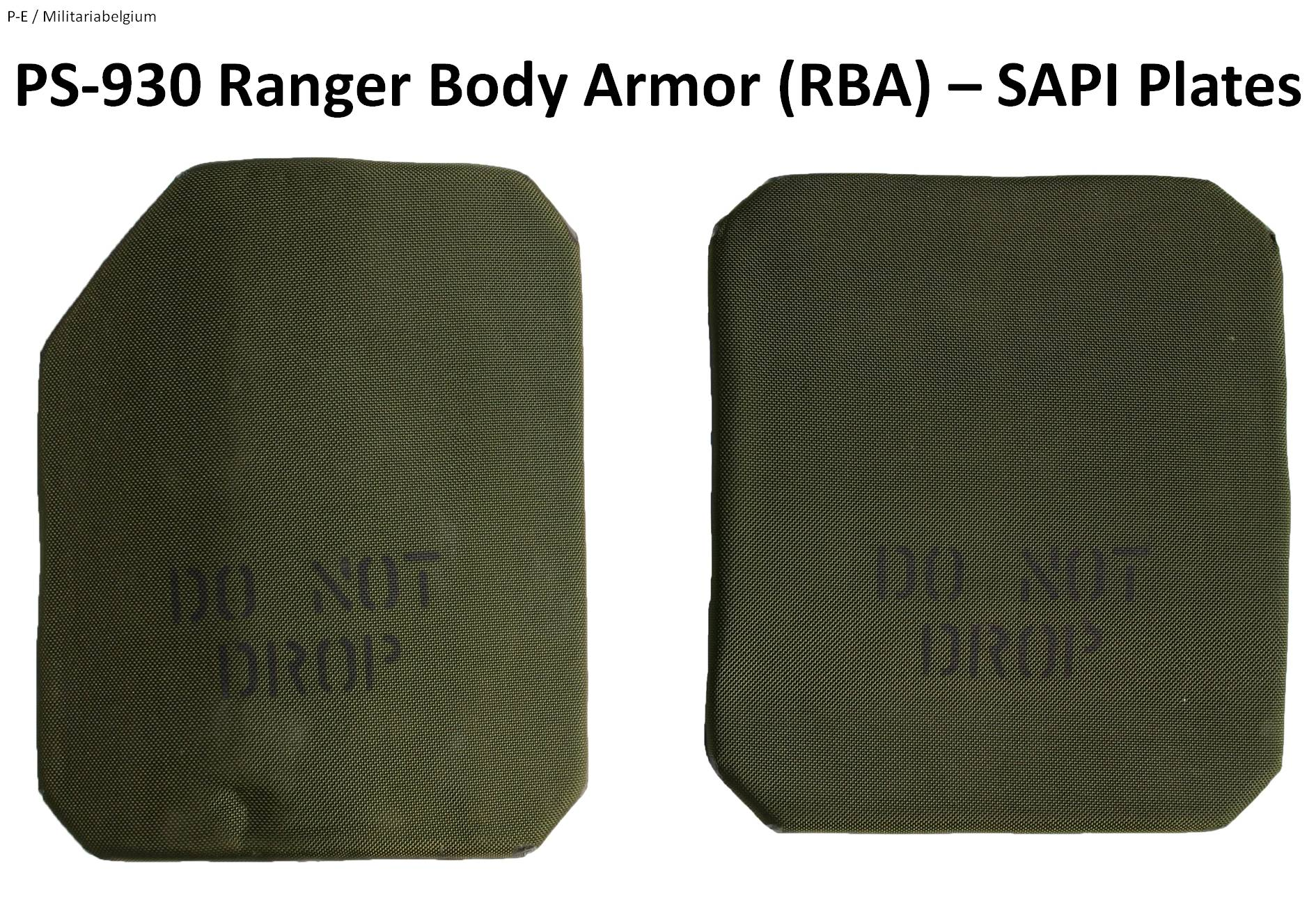
レンジャーボディアーマー用のトラウマプレート。左の正面用プレートは射撃動作の邪魔にならないように右上部がカットされている。

セラミックプレートは防弾素材の一種。たいていのものはNIJ規格の防弾レベルで「III」以上の性能を持っており、小銃の弾丸（ライフル実包の一覧）貫通を阻止できる軽量な防弾素材として、世界中の警察や軍隊のボディーアーマーに使用されている。
実際はセラミックのみならず金属やプラスチックなど様々な種類がある。
主に拳銃弾程度しか防げないソフトアーマー（ケブラーなどの繊維を使ったボディーアーマー）と併用して防御力を向上させる目的で使用されるが、単体でプレートキャリア（プレートを入れるポケットが付いたタクティカルベスト）などに挿入して使用されることもある。単体でも使用できるタイプは「スタンドアローン」 (Stand Alone) と呼ばれており、逆にソフトアーマーと併用しないと性能を発揮しないタイプは「ICW」と呼ばれている。
アメリカ軍の官給品のセラミックプレートは「Small Arms Protective Insert」という名称が付けられている。